# めまい 窓越しの想い
『めまい 窓越しの想い』（-まどごしのおもい、原題：버티고）は、2019年の韓国映画。
不安定な生活に悩む30代の契約社員の女性を主人公に、現代社会の生きづらさと希望を独自の視点で描いたドラマ映画。

## ストーリー
高層ビルにあるオフィスで1年ごとの契約社員としてデザインの仕事をする30代のOLソヨン。いつ契約を切られるかわからない不安定な雇用、面倒な職場の人間関係、公にできないバツイチの上司ジンスとの恋愛、無内容な電話を毎晩かけてくる依存的な母親……日々のストレスからか彼女は原因不明の耳鳴りとめまいに悩まされるようになる。窮屈で息の詰まるような日々の中で、恋愛も仕事仲間も母親との関係もすべてが少しずつ破綻して失われていき、彼女は徐々に追い詰められていく。そんな彼女を遠くから見つめるビルの窓清掃の青年グァヌがいた……。

## キャスト
- ソヨン：チョン・ウヒ
- ジンス：ユ・テオ
- グァヌ：チョン・ジェグァン

## スタッフ
- 監督・脚本：チョン・ゲス
- 撮影：イ・ソンウン
- 編集：キム・ヒョンジュ、チェ・ジャヨン
- 音楽：キム・トンギ
- 美術：キム・ヨンタク
- 製作：チャン・ソジョン、キム・ジス